# Ponte Blue Water
A Ponte Blue Water é uma ponte internacional de duas faixas que atravessa o rio St. Clair, e que liga Port Huron em Michigan nos Estados Unidos, à cidade de Sarnia em Ontário no Canadá. A Ponte Blue Water conecta a Rodovia 402 em Ontário com a Interestadual 69 (I-69) e a Interestadual 94 (I-94) em Michigan.